# Ferdo Kozak
Ferdo Kozak, slovenski pisatelj, dramatik, urednik, publicist in politik, * 28. oktober 1894, Ljubljana, † 8. december 1957, Ljubljana.

## Življenje
Rodil se je kot Ferdinand Kozak očetu posestniku, gostilničarju in mesarju Jožefu (ali Josipu) v šentpetrskem predmestju Ljubljane. Mati mu je bila Terezija (rojena Komotar). Otroštvo je preživljal skupaj s starejšim bratom Jušem Kozakom. Od leta 1905 do 1912 je obiskoval ljudsko šolo in gimnazijo v Ljubljani. Kot pripadnik nacionalno-revolucionarne mladinske organizacije Preporod je delal za vzpostavitev tesnih stikov med sorodnimi organizacijami po drugih jugoslovanskih deželah, zlasti z Mlado Bosno. V ta namen je leta 1913 skupaj z Avgustom Jenkom in drugimi vodilnimi preporodovci prepotoval skoraj vso Jugoslavijo. Ko se je vrnil, je z Zalarjem urejal Glas Juga ter se udeleževal jugoslovanskega nacionalnega gibanja. Vstopil je v poštno službo, a poleti 1915 je bil pozvan v vojno službovanje. Udeležil se je bojev na koroški, tirolski in galicijski fronti ter bil pomladi 1918 odpuščen. Leta 1917 je dokončal gimnazijo in maturiral. Po vojni službi je postal urednik Slovenskega naroda in 1918 tajnik slovenskega gledališča. Od 1919 do 1922 je na praški univerzi študiral filozofijo in 1922 doktoriral iz slovanske literarne zgodovine. Leta 1922 se je kot češkoslovaški štipendist specializiral v češki literaturi. Jeseni 1924 je nastopil službo bibliotekarja v Narodni biblioteki v Beogradu. 1926 je bil premeščen v državno knjižnico v Ljubljani, od 1927 do 1929 je bil knjižničar Narodnega muzeja in 1929 kot suplent premeščen na klasično gimnazijo v Ljubljano. Na njegovo pobudo je bila ustanovljena revija Sodobnost, ki jo je ves čas izhajanja urejal. Odločno je podpiral težnje komunistov po strnitvi vseh naprednih sil v slovenski publicistiki, kritiki in leposlovju. Bil je eden od ustanoviteljev Osvobodilne fronte in urednik Slovenskega zbornika 1942. Od 1942 do 1943 je bil konfiniran v Italiji, 1944 je postal član jugoslovanske vojne misije v Bariju, kjer je urejal list Domovino, namenjen bivšim konfinirancem in borcem v prekomorskih brigadah, ki so se tedaj zbirali v Italiji. Po vojni se je posvetil delu za kulturni napredek osvobojene slovenske domovine. Kot prosvetni minister je dal pobudo za ustanovitev vrste kulturnih institucij, zlasti za ustanovitev akademije za igralsko, likovno in glasbeno umetnost. V letih 1946-53 je bil predsednik Ljudske skupščine LR Slovenije, nato pa do smrti njen podpredsednik. Leta 1948 je sprejel uredništvo osrednje slovenske književno-kritične revije Novi svet, 1953 pa je postal sourednik njene naslednice Naše sodobnosti.

## Literarno delo
Kozakovo literarno delo po zvrsteh obsega pesmi, novele, drame, potopise, kritike in prevode. Zasnoval je tudi roman Vojna, iz katerega je objavil odlomek v dveh variantah, leta 1932 v Ljubljanskem zvonu in 1935 v Sodobnosti.
V literaturo je vstopil z dramatiko, ki jo je začel pod Strindbergovim vplivom. Tako so nastali njegovi prvi dramski poizkusi, tridejanka Tujec, štiridejanka Vojna, in šest enodejank, ki jih je izročil v pregled Etbinu Kristanu, poleg Cankarja takrat najbolj znanemu dramatiku. Na gledališki šoli Milana Skrbinška so že leta 1912 uprizorili njegovo enodejanko Opolnoči, istega leta je Deželno gledališče uprizorilo dramo Velikomestna komedija, ki je zaradi dogajanja v bordelu povzročila škandal, Kozaku pa utrla pot na slovenski parnas. Od 1913 je pisal tudi liriko, v pripovedni prozi je začel z ljudskimi povestmi, po prvi svetovni vojni je prešel na novelo po Cankarjevem vzoru, od začetka tridesetih let pa je v novelah uveljavljal politiko socialnega realizma z avtobiografsko pripovedno optiko. Leta 1938 se je vrnil k dramatiki, ko je v Sodobnosti objavil prvo dejanje satire Kralj Matjaž. Med vojno je napisal kar nekaj prizorov iz časov kmečkih uporov Matije Gubca in triptih Ječe, napisan za proslavo 8. marca v Gravini. Po vojni je predelal in preimenoval Lepo Vido (Vida Grantova,1946) in Petra Klepca (Profesor Klepec, 1949). Dramo Punčka sta po rokopisnih osnutkih dokončala sin Primož Kozak in Josip Vidmar. S Profesorjem Klepcem in Vido Grantovo je ustvaril zrela primera slovenske meščanske drame, v kateri se poleg kritike meščanskega trgovanja z ljubeznijo pojavi še kritika slovenstva in problem svetovne vojne.
Kozakova proza poteka iz dveh glavnih tematskih izvirov: iz vojnega in iz mestnega. Svoja vojna doživetja je strnil v dve deli: Iz zapiskov neznanega vojaka (1954) in Popotoval sem v domovino (1955), za katerega je leta 1956 prejel Prešernovo nagrado. Vojni motiv pa je vpletel še v vrsto drugih del, na primer v zbirko novel Od vojne do vojne (1954).

### Dramatika
- Velikomestna komedija (1912) (COBISS)
- Opolnoči (1912) (COBISS)
- Vrnitev (1918—1919 oziroma 1924—1926) (COBISS)
- Kralj Matjaž (1938) (COBISS)
- Ječe (1944) (COBISS)
- Vida Grantova (1946) (COBISS)
- Profesor Klepec (1949) (COBISS)
- Punčka (1961) (COBISS)

### Proza
- Sestri (1913)
- Hlapec (1913)
- Zeleni Juri (1913)
- Moška pisma (1918)
- Rondo (1918)
- Pred vrati (1922)
- Bela povest (1923)
- Pariz (1929)
- Vojna (1932, 1935)
- V zatišju (1933)
- Izlet v Novi svet (1947)
- Članki in zapiski (1953) (COBISS)
- Od vojne do vojne (1954) (COBISS)
- Popotoval sem v domovino (1955) (COBISS)

### Pesmi v prozi
- Jaz sem (1918)
- Ljubezen (1922)
- Možje (1927)
- Pesmi v prozi (1930)
- Ob dvajsetletnici (1915—1935) (1935)
- Pesem neznanega junaka (1936)
- Moj oče (1938)
- Tovarišem iz strelskih jarkov (1939)

### Poezija
- Pesem (1922)
- Prejel sem tvoj pozdrav (1923)
- Mojzes (1923)
- Gospe A (1924)
- Sem žejen (1924)
- Pesmi (Vinska, Neznanki, Bojim se ur, Pismo) (1925)
- V črni noči (1927)
- Možje (1927)
- Prijatelju (1927)
- Življenje (1928)

### Članki, razprave
- Kritika - Alojz Gradnik: Svetle samote (1933)
- Tomaž G. Masaryk (1937)
- Oktobrska revolucija in novo slovansko gibanje (1947)
- Osmrtnice za Otonom Župančičem (1949)
- Zadnji kraj (Spominu Ivanu Levarju) (1955)

## Odlikovanja
- red dela I. stopnje
- red zaslug za ljudstvo I. stopnje
- red bratstva in enotnosti I. stopnje
- partizanska spomenica 1941